# アイデアソン
アイデアソンは
アイデアとマラソンを組み合わせた造語である。
新しいアイデアを生み出すために行われるイベントである。
主にIT分野で使われている。
1990年頃アメリカで使われ始めたと言われている。
ハッカソンと違い、物を作るではなく、アイデアを生むことに重きを置いたイベントである。ハッカソンの練習としてアイデアソンを用いることもある。

## 歴史
アイデアソン(Ideathon)とは、アイデア(Idea)とマラソン(Marathon)を掛け合わせた造語で、アイデアとマラソンを合わせてアイデアソンと名付けられた。アイデアソンでは回ごとに特定のテーマについて、様々な分野の人々が集まって、グループなどでディスカッションを通じて、新たなアイデアを創り出したり、最新のデジタル機器や技術をビジネスでどうやって生かすか、ビジネスモデルの構築などを２時間や１~３日間などの短期間でアイデアをブラッシュアップしていくことさす。
アイデアソンはハッカソンの前の段階のディスカッションとして位置づけられていたが、近年では、アイデアソン単独で開催され、エンジニアだけのハッカソンより参加の敷居が下がっており、学生の参加も多くみられるようになった。

## アイディアソンの流れ
アイディアソンの説明
アイディアソンについて知らない人のためにアイディアソンの簡単な流れを説明する。
テーマの説明
アイディアソンで扱うテーマについて詳しく説明する。
問題定義
テーマの問題点をチームやグループワークで出していく。
アイディア出し
問題を解決するためのアイディアをディスカッション(チームやグループワーク、ペアワーク)する。
アイディア絞り込み
ディスカッション(チームやグループワーク、ペアワーク)で出てきたアイディアを絞り込む
ブラッシュアップ
発表に向けて絞り込んだアイディアを改善していく。
発表
パワーポイントや模造紙でまとめて発表する。

## アイデアソンの種類と事例

### 未来アイデアソン
2030年や2045年など、未来の生活を考えるアイデアソン。

### 自動車アイデアソン
自動車をテーマにしたアイデアソン。

### まちづくりアイデアソン
ある特定の地域や施設をテーマにしたアイデアソン。

### 農業アイデアソン
農業をテーマにしたアイデアソン。

### 教育アイデアソン
教育をテーマにしたアイデアソン。

### 環境アイデアソン
環境をテーマにしたアイデアソン。